# فزر الأطلس الكبير
فزر الأطلس الأعلى (باللاتينية: Sideritis altiatlantica) نوع نباتي يتبع جنس الفزر من الفصيلة الشفوية.

## الموئل والانتشار
موطنه جبال الأطلس الكبير في المغرب العربي.

## مرادفات للاسم العلمي
- (باللاتينية: Sideritis incana var. altiatlantica Font Quer)
- (باللاتينية: Sideritis incana subsp. altiatlantica (Font Quer) Fennane)